# Trox perlatus

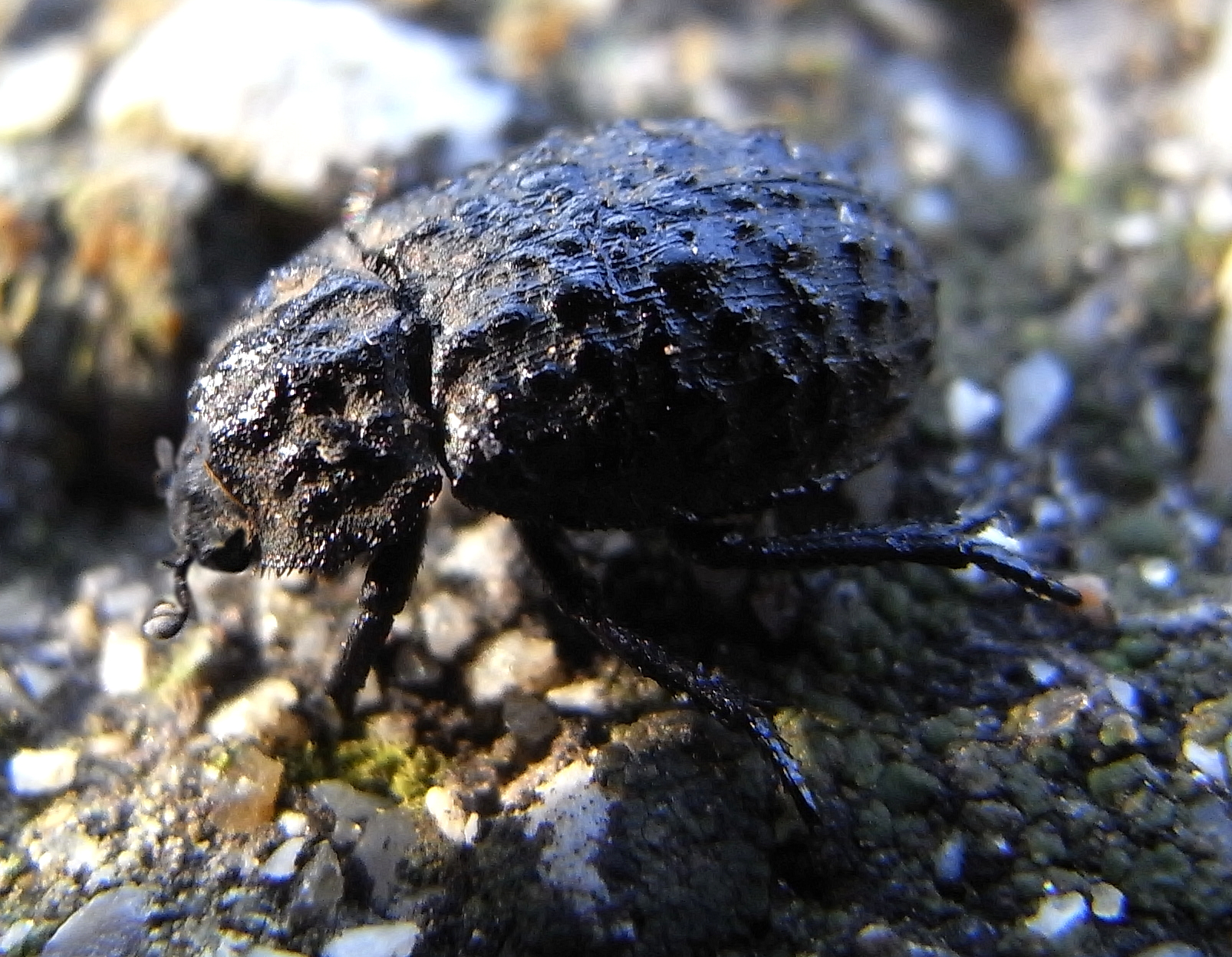
Abb. 1 Trox perlatus perlatus
Seitenansicht

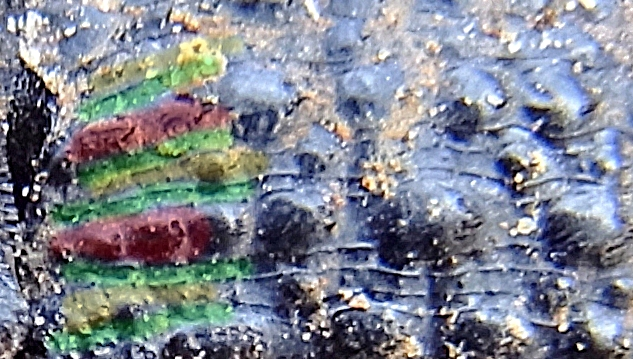
Abb. 2 Flügeldecken, Ausschnitt, teilweise getönt
grün:Punktstreifen
gelb:gerade Intervalle
rot:ungerade Intervalle

Trox perlatus ist ein Käfer aus der Familie der Erdkäfer (Trogidae). Diese wurden früher zu den Blatthornkäfern gestellt, weil der Bau der Fühler in beiden Familien ähnlich ist. Gelegentlich wird der deutsche Name Geperlter Erdkäfer für die Art verwendet. Das acht bis zwölf Millimeter lange Tier ernährt sich von tierischen Überresten.
Die Gattung Trox ist weltweit mit 46 Arten, in Europa mit 21 Arten vertreten, die alle zur Untergattung Trox gehören. In Mitteleuropa trifft man etwa acht Arten an. Trox perlatus ist synonym mit Trox granulatus Fabricius 1801, Trox chevrolati Harold 1868 und Trox subterraneus Fourcroy 1785. Die Art kommt in Europa in zwei Unterarten vor: Trox perlatus perlatus (Abb. 1) und Trox perlatus hispanicus (Taxobild). Die zweite Unterart wird von manchen Autoren auch als eigene Art betrachtet. Ihr Vorkommen ist auf die Iberische Halbinsel und die französischen Pyrenäen beschränkt.
Trox perlatus wird in Deutschland als Stark gefährdet eingestuft.
Der Artname perlatus (lat. mit perlenglänzenden Flecken). spielt auf die Struktur der Flügeldecken an. Der Gattungsname Trox (von altgr. τροξ trox Nager) bezieht sich möglicherweise darauf, dass der Oberkiefer gegabelt ist (lat. maxilla bifida).

## Körperbau des Käfers
Der Käfer ist schwarz, auch die Fühler und die im Alter teilweise abgeriebenen Borsten. Der Körper ist kurz, verkehrt eiförmig und stark gewölbt.
Der Kopf ist in den Halsschild zurückgezogen. Die Fühler sind zehngliedrig, die letzten drei Glieder bilden einen Fächer, der durch die feine Behaarung matt erscheint. Das erste Glied der Geissel ist lang und auf der Unterseite leicht ausgehöhlt. Die Mundwerkzeuge sind nach unten gerichtet und liegen unter der Ebene des Kopfschilds. Die Oberkiefer sind kurz mit kleiner fast glatter Mahlfläche. Die Kiefertaster sind ziemlich kurz, das Endglied länglich. Das dritte Lippentasterglied ist eiförmig verdickt.
Der Halsschild ist seitlich und an der Basis gerandet. Seitlich schließt er mit einer Reihe kurzer Borsten ab. Die gewölbte Scheibe ist grob skulpturiert mit einer hinten vertieften Mittelfurche und beidseitig einigen glatteren Buckeln.
Die Flügeldecken bedecken das Körperende. Jede Flügeldecke trägt zehn schmale etwas geschlängelte Streifen mit feinen entfernt stehenden Punkten (in Abb. 3 teilweise grün getönt). Die Zwischenräume (Intervalle) zwischen diesen Streifen zerfallen in zwei Arten. Auf den ungeraden (ersten, dritten, fünften, siebten, neunten und elften) Zwischenraum (in Abb. 3 teilweise rot getönt) reihen sich große Höcker, die an der Rückseite beborstet sind. Diese Intervalle sind viel breiter als die geraden Zwischenräume (in Abb. 3 teilweise gelb getönt). Auf diesen sitzen kleine Tuberkel, die ebenfalls auf der Rückseite beborstet sind. Die schmalen geraden Intervalle sind immer noch deutlich breiter als die Punktstreifen, die sich zwischen den Tuberkeln hindurchschlängeln. Bei der Unterart hispanus ist der Größenunterschied der Tuberkel der geraden und ungeraden Intervalle weniger gravierend und die Punktreihe verläuft fast geradlinig (Bild in der Taxobox). Die Seiten der Flügeldecken sind mit einer Reihe kurzer Borsten berandet. Dadurch unterscheidet sich die Art von Trox cotodognanensi, bei der die Borsten am Rand des Halsschilds und der Flügeldecken lang sind.
Die Vorderbrust (Prosternum) ist zwischen den Vorderbeinen nach hinten verlängert. Dieser Prosternalfortsatz ist kurz und spitz. Der Hinterleib zeigt nur fünf Sternite. Die Hüften des mittleren Beinpaars sind sehr klein und rundlich. Die Beine haben fünfgliedrige Tarsen. Die Vorderbeine sind durch den gezähnten Außenrand der Schienen als Grabbeine ausgebildet.

## Lebensweise
Die wärmeliebenden Käfer können durch Reiben des Hinterleibs an den Flügeldecken zirpende Geräusche erzeugen. Die Art findet man an Wärme- und Trockenhängen, beispielsweise in Weinberge, Sandgruben und Dünen. Sie suchen dort trockenes Aas, Knochen und Kot, vorzugsweise von Hund, Fuchs, Greifvögeln, Katzenartigen und Mensch. Sie halten sich auch an Gewöllen, Lappen, und Fellen auf. Vereinzelt wurden sie auch unter Steinen gefunden. In Spanien wurden bei einem Vergleich von Grünland, Wald und Flächen mit Büschen weitaus die meisten Exemplare im Wald und fast keine Tiere im Grünland gefunden.
In gemäßigten Klimaten ist der Käfer vom Frühjahr bis zum Herbst anzutreffen, in heißen Gebieten hauptsächlich in frühen Frühjahr und vereinzelt im Herbst.
Die Eier werden unterschiedlich tief in Nähe der Nahrungsquelle abgelegt. Die Larven graben sich einen Gang direkt zur Nahrungsquelle. Sie sind necrophag und leben unter der Oberfläche, etwa im Erdreich oder im Innern von Vogelnestern. Die Entwicklung bis zum adulten Tier dauert neun bis dreizehn Wochen.

## Verbreitung
Die Art ist hauptsächlich in West- und Südeuropa verbreitet und tritt auch im westlichen Teil von Mitteleuropa auf. Sie ist aus England, Belgien, Frankreich, Nordspanien und Italien gemeldet, die Unterart hispanus aus Spanien, Portugal und Südfrankreich.